# Horizon Worlds
Horizon Worlds ist eine Virtual-Reality-Software und ein Online-Spiel von Meta Platforms zum Aufbau einer Virtuellen Welt.

## Geschichte
Meta Platforms startete Horizon Worlds nach einer zweijährigen Beta-Phase im Dezember 2021, zunächst in den USA und Kanada. Im August 2022 erhielten Nutzer aus Spanien und Frankreich Zugang. Im Februar 2022 nutzen rund 300.000 Personen die Software und es bestanden 10.000 von Nutzern erstellte VR-Welten. Im Oktober 2022 waren es laut Meta 200.000 Nutzer.

## Prinzip
Horizon Worlds ist einerseits ein Soziales Netzwerk, in dem sich Nutzer virtuell in der Gestalt von Avataren treffen und miteinander agieren können, andererseits ein Software-Baukasten, um gemeinsam Räume und Orte zu erstellen und zu teilen. Teil der Plattform sind die Bereiche Horizon Home, wo ein privater Ort erstellt werden kann, sowie Horizon Workrooms als Ort, um sich im Arbeitskontext zu treffen und kollaborativ zu arbeiten.

## Technologie
Ein Zugang zu Horizon Worlds ist nur mit Metas VR-Headsets Meta Quest 2 und Meta Quest 3 möglich. Die Plattform läuft mit der Spiel-Engine Unity.